# Louis Germain Duplan
Pour les articles homonymes, voir Duplan.
Louis Germain Duplan est un homme politique français né le 26 mars 1759 à Samatan (Gers) et mort à une date inconnue.

## Biographie
Juge de paix à Samatan, il est député du Gers de 1820 à 1827, siégeant à droite et soutenant les gouvernements de la Restauration.

## Sources
- « Louis Germain Duplan », dans Adolphe Robert et Gaston Cougny, Dictionnaire des parlementaires français, Edgar Bourloton, 1889-1891 [détail de l’édition]